# Атлас Міллера

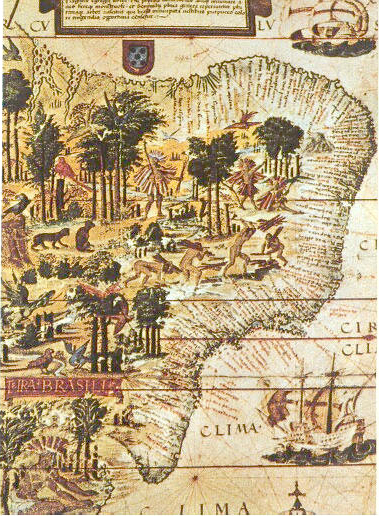
Карта Бразилії

Атлас Міллера (атлас Лопу Хомема і Рейнелів, порт. Atlas Lopo Homem-Reineis) — португальський географічний атлас 1519 року, що складається з 12 карт.

## Опис
Атлас створений португальським космографом Лопу Хомемом (порт. Lopo Homem) імовірно за участю батька і сина Рейнелів — Педру (порт. Pedro Reinel) і Жоржі (порт. Jorge Reinel). Ілюміновано карти імовірно мініатюристом Антонієм Голландським (порт. António de Holanda).
На картах атласу представлені північ Атлантичного океану, Північна Європа, Азорські острови, Мадагаскар, Індонезія, китайські моря, Молуккські острови, Бразилія і Середземне море. Особливо цікаве ґрунтовне зображення Бразилії, виконане менш ніж через 20 років після відкриття цієї країни Кабралом.
Нанесений в пізніший період (не раніше 1559 року) на карту геральдичний знак Катерини Медічі свідчить про те, що вже в XVI столітті атлас потрапив до Франції. Є припущення, що він створювався як дар Мануела I своєму родичеві королю Франції Франциску I.
Атлас був придбаний Національною французькою бібліотекою в 1897 році у бібліотекаря Беніня Емануеля Клемента Міллера (фр. Bénigne Emmanuel Clément Miller), що і дало йому сучасну назву — «Атлас Міллера». З XIX століття атлас зберігається в Національній французькій бібліотеці.

## Ресурси Інтернету
- Вікісховище має мультимедійні дані за темою: Атлас Міллера
- Miller Атлас Міллера в електронному сховищі Національної французької бібліотеки (BnF) (фр.)

## Фототека

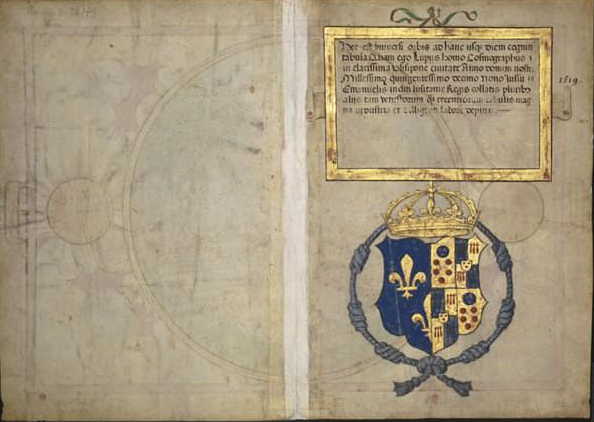
Mappa-mundi do Atlas Miller
Mapa da Terra Brasilis